# Рёмштедт
Рёмштедт (нем. Römstedt) — община в Германии, в земле Нижняя Саксония.
Входит в состав района Ильцен. Подчиняется управлению Бефензен. Население составляет 787 человек (на 31 декабря 2010 года). Занимает площадь 18,97 км².
Коммуна подразделяется на 5 сельских округов.